# Роберт ван Гюлік
Ро́берт Ганс ван Гю́лік (нід. Robert Hans van Gulik, кит.: 高 罗佩, піньїнь Gāo Luōpèi; 9 серпня 1910,  — 24 вересня 1967, Гаага) — нідерландський письменник, сходознавець, дипломат, музикант. Ван Гюлік відомий насамперед як автор циклу детективних творів про суддю Ді. Цього героя він запозичив з китайського детективного роману «Ді Гун Ань» (XVIII ст.), що, у свою чергу, базується на біографії реальної історичної особистості, яка жила в VII ст.

## Біографія та діяльність
Народився в родини військового лікаря, який служив в колоніальній адміністрації в Індонезії. До 12 років жив з батьками в Батавії на о. Ява, де й вирішив стати сходознавцем. Вже в дитинстві володів розмовною малайською, яванською та китайською мовами.
1922 року повернувся в Нідерланди, де в місті Неймегені вступив до гімназії, водночас додатково займався санскритом з відомим лінгвістом К. К. Уленбеком. 1930 року вони спільно видали «A Blackfoot-English vocabulary based on material from the Southern Piegans» (Англо-блекфутський словник, на основі матеріалів, зібраних у племені чорноногих індіанців Монтани), яких Уленбек відвідав улітку 1911 року.. Приватно ван Гюлік вивчав і літературну китайську мову.
Перші наукові публікації вийшли 1928 року, ще до вступу до університету. Статті були присвячені китайській поезії, але жодного зі своїх поетичних перекладів ван Гюлік ніколи не публікував. 1934 року вступив до Лейденського університету, де вивчав індологію, китайську та японську мови. 1934 року захистив в Утрехті докторську дисертацію, присвячену кінському божеству Хаягріва («Hayagriva, the Mantrayanic Aspect of Horse-Cult in China and Japan, with the Introduction on Horse-Cult in India and Tibet»).
1935 року був зарахований до штату Міністерства закордонних справ та призначений секретарем посольства Нідерландів у Токіо. У Японії визначається його кредо науковця: ван Гюлік був байдужий до магістральних напрямках синології та вважав цікавішими маловідомі аспекти матеріальної та духовної культури. У Японії він освоїв китайську каліграфію та мистецтво гри на Цисяньцинь. Цьому інструменту він присвятив дві монографії і низку статей.
У Японії ван Гюлік входив до наукової ради Софійського католицького університету (Софійський університет (Японія)) у Токіо, заснував один з найпрестижніших японознавчих журналів «Monumenta Nipponica».
1942 року був висланий з Токіо та евакуювався до Китаю, де служив секретарем голландської місії в Чунціні. Таким чином він вперше опинився в Китаї — країні, вивченню якої присвятив все життя. У Китаї він підготував до видання збірку творів ченця Дун-Гао. 1944 року ван Гюлік одружився з дочкою великого сановника маньчжурської династії — Шуй Шифан. Подружжя мало четверо дітей, причому старший — Віллет — став відомим японістом.
1945 року ван Гюліка відкликали до Гааги, й він повернувся в Лейденський університет. 1947 року його направили секретарем посольства до Вашингтона (США), де ван Гюлік увійшов до комісії з проблем окупації Японії. 1948 року ван Гюлік був прикомандирований до військової місії в Токіо. У цей час він захопився середньовічним китайським судочинством та детективними романами.
1951 року в Токіо вийшов упорядкований ван Гюліком альбом «Еротичні гравюри епохи Мін» іменним накладом 50 примірників. В альбомі були представлені рідкісні друковані кліше XVII ст., придбані у японських антикварів. Альбом було розіслано до найбільших китаєзнавчих центрів світу.
У тому ж році ван Гюлік був направлений в Делі. Тут він займався індологією та перекладав поезію Калідаси, а також опублікував монографію про тайнопис «Сіддхаматріка» (Siddham: An Essay on the History of Sanskrit Studies in China and Japan. Nagpur, 1956).
1953 року призначений повноважним представником Нідерландів на Близькому Сході з резиденцією в Бейруті. Ван Гюлік одразу вступив до Бейрутського університету, де вивчав арабську мову та літературу (сім'я залишилася в Нідерландах). У цей час були написані книги «Китайське мистецтво очима знавця» (Рим, 1958) і переклад китайського підручника юриспруденції XIII ст., де розглядалися 144 справи, багато з яких стали основою для сюжетів його детективів.
1959 року ван Гюлік став послом Нідерландів в Куала-Лумпурі (Малайзія). Тут його зацікавили гібони, що вилилося в опубліковану 1967 року книгу «Гібон в Китаї».
1961 року лейденським видавництвом «Брілль» вийшла друком фундаментальна монографія «Сексуальне життя Стародавнього Китаю», що стала вершиною синологічної творчості ван Гюліка. На великому матеріалі від XVII ст. до н. е. до XVII ст. ван Гюлік розглядав численні аспекти китайської еротології, включаючи соціальний та гендерний статус одружених жінок, куртизанок, аспекти застосування протизаплідних засобів. Опублікована в роки «сексуальної революції», монографія стала основою численних праць у цій галузі. У праці низка термінів та відповідних текстів надто відвертого змісту були подані в латинському перекладі, включеному в англійський текст монографії.
1963 р. ван Гюлік був відкликаний до Нідерландів, де продовжив роботу в МЗС. 1965 року був призначений послом в Японії та Кореї. 24 вересня 1967 року помер у Гаазі від раку легенів.
За визнанням сучасників, був одним з найбільш ерудованих синологів XX ст., знавцем незвичайних та маловідомих аспектів китайської культури.

## Цикл про суддю Ді

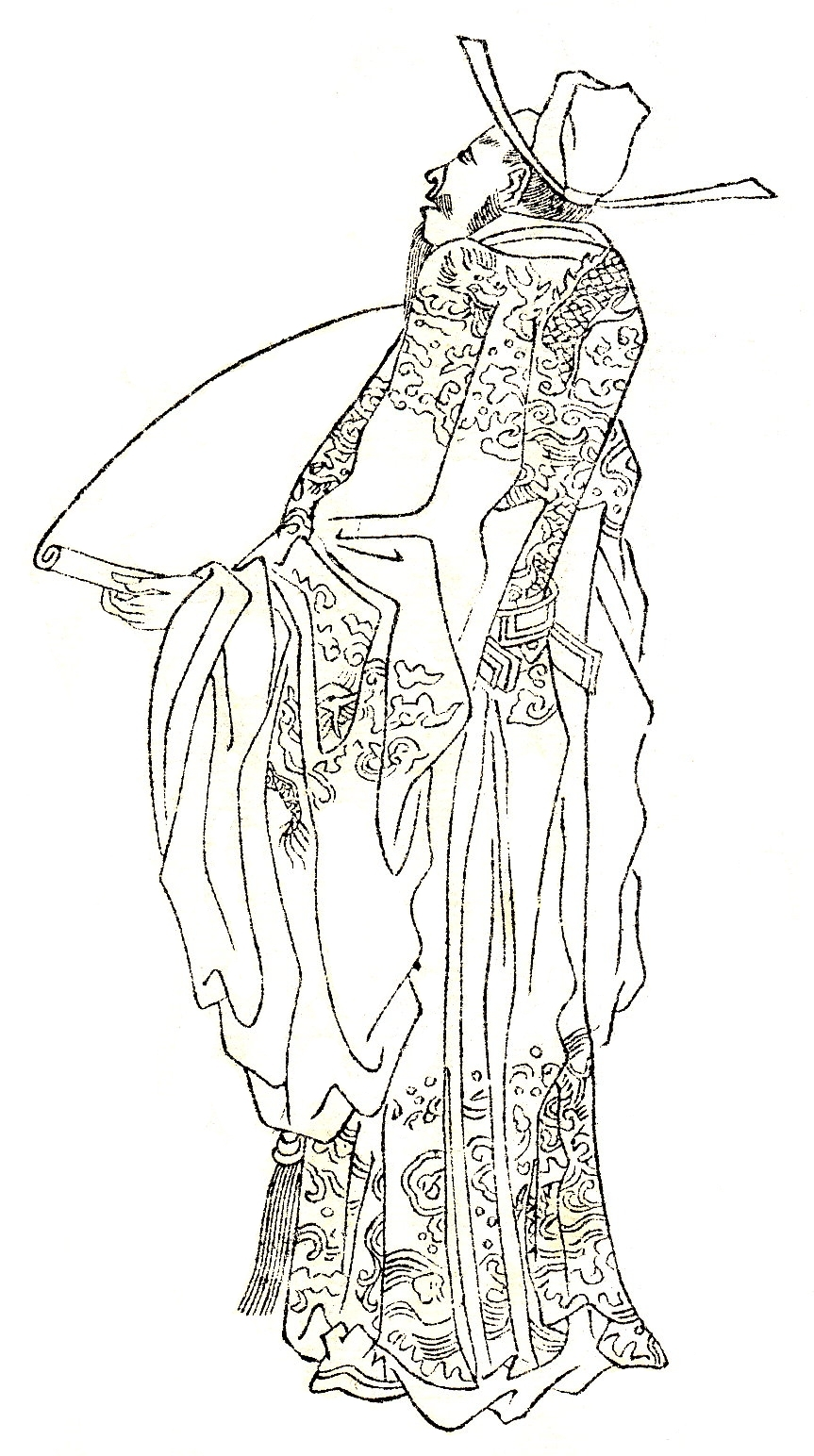
Реальний суддя Ді, прототип головного героя романів ван Гюліка

1949 року ван Гюлік переклав китайський роман «Ді Гун Ань», його переклад був опублікований в Токіо. Головний герой роману — суддя Ді, реальний історичний персонаж (близько 630 — близько 700) династії Тан (VII — X ст.), хоча в романі використовується чимало історичних елементів з часів династії Мін (XIV — XVII ст.).
Цей твір надзвичайно зацікавив ван Гюліка, і він вирішив написати власний варіант історії про суддю Ді. Першим твором за участю судді Ді та його помічників став роман «Вбивство на вулиці Півмісяця» (написаний у 1949-1950 роки).
У коментарях до твору письменник зауважив, що «хотів показати сучасним китайським та японським авторам детективів, що їхня власна давня література містить безліч цінного матеріалу, який може послужити основою для таких історій».
У своїх творах ван Гюлік старанно дотримувався традиції китайського детективного роману. Наприклад, в більшості романів суддя розслідує одночасно три справи, зазвичай, не пов'язані між собою.
Власне детективний елемент також витриманий радше в дусі традиційних китайських історій, хоча й пристосований до смаку європейського читача.
Наскрізні теми в циклі про суддю Ді
Еротична гравюра. Роберт ван Гюлік самостійно ілюстрував свої повісті. У більшості з них присутній принаймні один малюнок оголеної жінки — це відображення інтересу автора до тем еротики та сексу в Стародавньому Китаї (пор. його монографію «Сексуальне життя в Стародавньому Китаї»).
Система правосуддя та опис страт. Багато уваги, відповідно до китайської традиції, приділяється методиці ведення слідства, опису тортур (суддя Ді, представлений як людина ліберальних поглядів, вдається до них лише в крайніх випадках) і сцен страт. Для китайських читачів принципово важливо було в деталях побачити процедуру справедливої відплати за вчинене злодіяння, і ван Гюлік по можливості зберіг цю специфіку у своїх романах.
Гомосексуальність. Періодично в творах можна зустріти згадку про жіночу гомосексуальність у Китаї (напр. у творах «Поети та вбивці» або «Привид у храмі»), який був поширений в численних «зелених павільйонах» (публічних будинках). Є також згадка про чоловічу гомосексуальність (старший писар суду Тан в повісті «Золото Будди»). Це зовсім не було «даниною сучасності» з боку ван Гюліка, а відображало достатньо високому рівневі сексуальної розкутості в стародавній культурі та традиційній дихотомії жіночих ролей за зразком «дружина-повія».
Становище жінок в Стародавньому Китаї. Статут поведінки одружених жінок, особливо у вищому світі китайського суспільства, був жорстко регламентованим. У романах згадується, що дружинам судді забороняється бачитися з чоловіками, які не належать до членів родини, забороняється відвідувати гостей без супроводу. Єдиний сторонній чоловік, якому дозволено бачитися з дружинами судді — радник Хун, причому згадується, що він пишається таким привілеєм («Привид у храмі»). Дружини судді, що звикли до такого способу життя, не висловлюють нарікань на своє становище. Сам суддя вважає, що такий сімейний уклад сприяє збереженню злагоди в родині, запобігання адюльтеру та різних мерзенних злочинів. Проте по ходу дії творів не раз можна переконатися, що така суворість зовсім не є гарантією від різних пригод, причини яких кореняться радше не в культурі, а в глибоких пластах людської психіки та фізіології.
Цикл романів та оповідань про суддю Ді спершу був написаний англійською мовою й згодом перекладений японською, китайською та іншими західними мовами.

## «Гібон у Китаї»

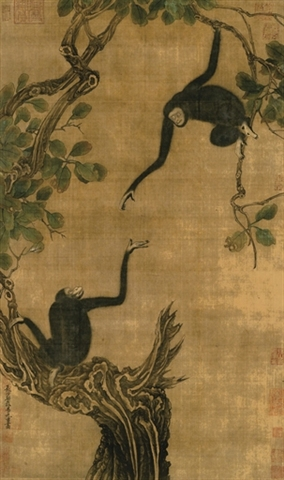
«Два гібони на дубі», сунского художника І Юаньцзи (易 元吉), полотна якого, як зазначав ван Гюлік, показують глибоке знання художником анатомії та поведінки цих мавп

У своїй останній книзі «Гібон у Китаї: Есе на теми китайських переказів про тварин», ван Гюлік зібрав згадки про мавп у китайській літературі та образотворчому мистецтві починаючи з давньої династії Чжоу, і показав, що з давніх часів й до XIV ст. (поки в Китаї не перевелися гібони), слово 猿 (yuan, юань; також у формі 猨) означало саме гібонів. (у наші дні, коли гібони майже повністю зникли в Китаї, це слово використовується на означення будь-яких людиноподібних мавп). На численних прикладах з літератури дослідник показав, як стародавні китайці шанували гібона, що живе високо в кронах деревах та рідко спускається на землю, вважали його своєрідним аристократом (цзюньцзи) у світі мавп, протиставляючи його бешкетливим макакам. Особливою повагою гібон — поряд з журавлем — користувався в даосизмі, де йому приписують талант управління своїм ци, тисячолітнє довголіття та інші магічні властивості.
Ця книга ван Гюліка досі вважається найфундаментальнішим дослідженням про відображення гібона в китайській культурі.

## Твори

### Цикл про суддю Ді
У порядку публікації у Великій Британії:
1. «Знамениті справи судді Ді» (Celebrated Cases of Judge Dee) (переклад з китайської, 1949)
2. «Вбивство на вулиці Півмісяця»/«Смерть під дзвоном» (The Chinese Bell Murders) (1958)
3. «Золото Будди» (The Chinese Gold Murders) (1959)
4. «Убивство у квітковій човні» (The Chinese Lake Murders) (1960)
5. «Убивство в лабіринті»/«Китайська лабіринт» (The Chinese Maze Murders) (1962)
6. «Убивства цвяхами» (The Chinese Nail Murders) (1961)
7. «Монастир з привидами» (The Haunted Monastery) (1963)
8. «Імператорська перлина» (The Emperor's Pearl) (1963)
9. «Лакована ширма» (The Lacquer Screen) (1964)
10. «Червоний павільйон» (The Red Pavilion) (1964)
11. «Мавпа та тигр» (The Monkey and the Tiger), оповідання (1965) :
  1. «Чотири пальці»
  2. «Ніч тигра»
12. «Пейзаж з вербами»/«Біла ваза з синім малюнком» (The Willow Pattern) (1965)
13. «Убивство в Кантоні» (Murder in Canton) (1966)
14. «Привид у храмі» (The Phantom of the Temple) (1966)
15. «Суддя Ді за роботою» (Judge Dee at Work), оповідання (1967) :
  1. «П'ять хмар» 
  2. «Убивства з червоною стрічкою»
  3. «Він прийшов разом з дощем»
  4. «Убивство на лотосовому ставку»
  5. «Два жебраки»
  6. «Не той меч»
  7. «Саркофаг імператора»
  8. «Убивство в новорічну ніч»
16. «Намисто та гарбуз-горлянка»/«Намисто та гарбуз» (Necklace and Calabash) (1967)
17. «Поети та вбивці» (Poets and Murder) (1968)

### В хронологічному порядку
| №   | Назва                                                                             | Місце, рік       | Примітки |  |
| --- | --------------------------------------------------------------------------------- | ---------------- | --- |  |
| 1.  | «Золото Будди»                                                                    | Пенлай, 663 р.   | Перша справа судді, йому 33 роки                                                                                  |  |
| 2.  | «П'ять хмар», оповідання                                                          | 663 р.           | зі збірки «Суддя Ді за роботою»                                                                                   |  |
| 3.  | «Убивство з червоною стрічкою»,оповідання                                         | 663 р.           | зі збірки «Суддя Ді за роботою»                                                                                   |  |
| 4.  | «Він приходить разом з дощем»,оповідання                                          | 663 р.           | зі збірки «Суддя Ді за роботою»                                                                                   |  |
| 5.  | «Лакована ширма»                                                                  | Гаоян, 663 р.    | |  |
| 6.  | «Убивство на озері» ("Таємниця нефритової дошки "/" Убивство у квітковому човні") | Тайюань, 666 рік | |  |
| 7.  | «Чотири пальці»,оповідання                                                        | Тайюань, 666 рік | зі збірки «Мавпа та тигр»                                                                                         |  |
| 8.  | «Монастир з привидами»                                                            | Тайюань, 666 рік | |  |
| 9.  | «Убивство на лотосовому ставку»,оповідання                                        | Тайюань, 666 рік | зі збірки «Суддя Ді за роботою»                                                                                   |  |
| 10. | «Смерть під дзвоном»                                                              | Пуян, 668 р.     | |  |
| 11. | «Червоний павільйон»                                                              | Цзіньхуа, 668 р. | Дія відбувається під час перебування судді Ді намісником округу Пуян                                              |  |
| 12. | «Намисто та гарбуз-горлянка»                                                      | 668 р.           | Дія відбувається під час перебування судді Ді намісником округу Пуян, хронологічний порядок цих 2 творів неясний. |  |
| 13. | «Два жебраки», оповідання                                                         | 668 р.           | зі збірки «Суддя Ді за роботю»                                                                                    |  |
| 14. | «Не той меч»,оповідання                                                           | 668 р.           | зі збірки «Суддя Ді за роботою»                                                                                   |  |
| 15. | «Поети та вбивство»                                                               | Цзіньхуа, 668 р. | Дія відбувається під час перебування судді Ді намісником округу Пуян                                              |  |
| 16. | «Імператорська перлина»                                                           | Пуян, 668 р.     | |  |
| 17. | «Убивство в лабіринті»                                                            | Ланьфан, 670 р.  | |  |
| 18. | «Привид Храму Багряних Хмар»                                                      | Ланьфан, 670 р.  | Вказується вік судді — йому 40 років.                                                                             |  |
| 19. | «Саркофаг імператора»,оповідання                                                  | 670 р.           | зі збірки «Суддя Ді за роботою»                                                                                   |  |
| 20. | «Убивство в новорічну ніч»,оповідання                                             | 670 р.           | зі збірки «Суддя Ді за роботою»                                                                                   |  |
| 21. | «Убивство цвяхом»                                                                 | Пейчжоу, 676 р.  | Вказується вік судді — йому 46 років.                                                                             |  |
| 22. | «День тигра»,оповідання                                                           | 676 р.           | зі збірки «Мавпа та тигр»                                                                                         |  |
| 23. | «Пейзаж з вербами»                                                                | Чан'ань, 677 р.  | Ді, Верховний суддя у ранзі тимчасового губернатора столиці імперії                                               |  |
| 24. | «Убивство в Кантоні»                                                              | Кантон, 681 р.   | |  |

### Інші публікації
Видав також серію коміксів про суддю Ді (1964 — 1967).

### Вибрані наукові роботи
- A Blackfoot-English vocabulary based on material from the Southern Peigans. Amsterdam, Uitgave van de N. V. Noord-Hollandsche Uitgevers-Maatschappij, 1934. 12. (разом з К. К. Уленбеком)
- The Lore of the Chinese lute; an essay in ch'in ideology (1941)
- Hsi K'ang and his Poetical Essay on the Lute (1941)
- Siddham; An Essay on the History of Sanskrit Studies in China and Japan (1956)
- Sexual Life in Ancient China. A preliminary survey of Chinese sex and society from ca. 1500 B.C. till 1644 A.D. (1961).
- The gibbon in China. An essay in Chinese animal lore (1967)